# Xylota
Xylota là một chi ruồi trong họ Syrphidae.

## Hình ảnh

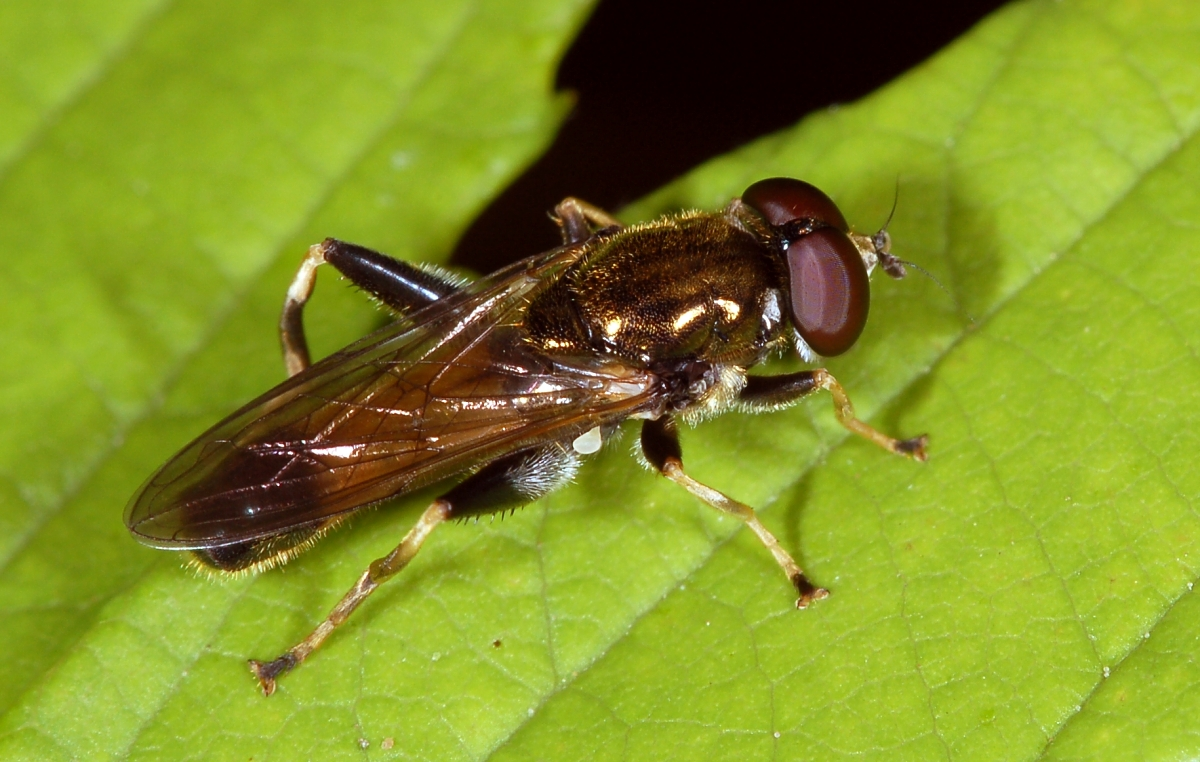
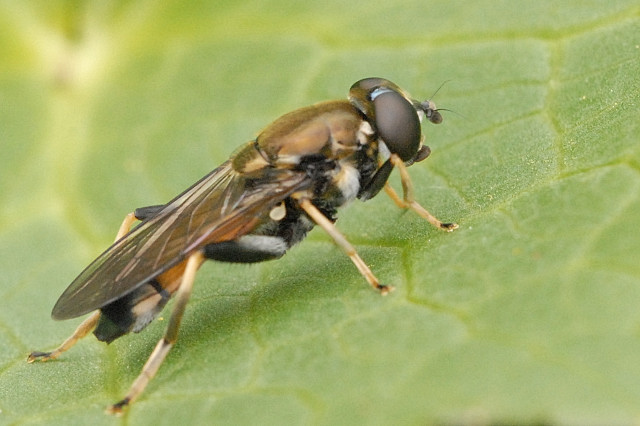